# Bathylaimus profundis
Bathylaimus profundis is een rondwormensoort uit de familie van de Tripyloididae.